# 默杜米塔·赫贾里卡·伯格特
默杜米塔·赫贾里卡·伯格特（1965年8月10日—），印度外交官，现任印度驻土库曼斯坦大使，曾任印度駐塞浦路斯高級專員等職務。

## 经历
默杜米塔·赫贾里卡·伯格特生于1965年8月10日，出身印度阿薩姆邦。她在新德里接受教育，毕业于政治学专业，并获得荣誉学位，之后又获得了法学学士学位。
1999年，进入印度外事服务部，选择俄语作为学习外语。2001年至2004年，任職於印度駐俄羅斯大使館，之後於2004年至2006年被派駐印度駐哈薩克斯坦大使館。隨後，她於2006年至2008年被借調至印度商業部，擔任副處長，並在印度外交部擔任公共外交司處長。她於2008年至2011年期間擔任印度駐瑞典大使館一等秘書，負責商業與經濟、文化及信息事務。隨後於2011年至2014年再次被派駐印度駐俄羅斯大使館，擔任經濟與商業事務、行政及文化事務參贊。2014年至2017年擔任印度駐土耳其大使館副館長。2017年至2019年期間被任命為印度首位上海合作組織國家協調員兼聯祕。隨後，她於2019年8月2日被任命爲印度駐塞浦路斯高級專員，並於2019年11月11日至2024年1月28日擔任印度駐塞浦路斯高級專員。2019年12月5日，默杜米塔·赫贾里卡·伯格特向塞浦路斯總統尼科斯·阿纳斯塔夏季斯遞交國書。
2024年1月11日，被任命爲下一任印度駐土庫曼斯坦大使。2024年1月30日，就任印度駐土庫曼斯坦大使。2月20日，向總統谢尔达尔·别尔德穆哈梅多夫遞交國書。

## 个人生活
默杜米塔·赫贾里卡·伯格特会说英语、俄语、印地语、阿萨姆语、孟加拉语和旁遮普语。已婚，育有一子一女。